# Platycheirus silesicus
Platycheirus silesicus är en tvåvingeart som beskrevs av Günther Enderlein 1938. Platycheirus silesicus ingår i släktet fotblomflugor, och familjen blomflugor.
Artens utbredningsområde är Polen. Inga underarter finns listade i Catalogue of Life.